# Beaufort, Haute-Garonne
Beaufort är en kommun i departementet Haute-Garonne i regionen Occitanien i södra Frankrike. Kommunen ligger i kantonen Rieumes som tillhör arrondissementet Muret. År 2022 hade Beaufort 479 invånare.

## Befolkningsutveckling
Antalet invånare i kommunen Beaufort
Referens:INSEE